# سوپر جام اروپا ۱۹۹۰
فینال سوپر جام اروپا ۱۹۹۰، رقابت پایانی سوپر جام اروپا است که مابین دو تیم باشگاه فوتبال آ.ث. میلان و باشگاه فوتبال سمپدوریا برگزار شده‌است.
این مسابقه که در تاریخ‌های ۱۰ اکتبر ۱۹۹۰ و ۲۹ نوامبر ۱۹۹۰ انجام شده‌است در مجموع با نتیجه ۳ بر ۱ به سود باشگاه فوتبال آ.ث. میلان به پایان رسید.